# Едмондсон (Арканзас)
Едмондсон (енгл. Edmondson) град је у америчкој савезној држави Арканзас.

## Демографија
По попису из 2010. године број становника је 427, што је 86 (-16,8%) становника мање него 2000. године.
| Група             | 2000.       | 2010.       |
| Белци             | 141 (27,5%) | 118 (27,6%) |
| Афроамериканци    | 365 (71,2%) | 286 (67,0%) |
| Азијати           | 0 (0,0%)    | 2 (0,5%)    |
| Хиспаноамериканци | 2 (0,4%)    | 14 (3,3%)   |
| Укупно            | 513         | 427         |